# Trevor Sinclair
Trevor Sinclair (Dulwich, 2 marzo 1973) è un ex calciatore inglese, di ruolo centrocampista.

## Carriera
Ha segnato un gol in FA Cup 1997 nella sfida QPR-Barnsley: azione sulla fascia destra per il QPR, Spencer crossa appena fuori dall'area di rigore e Sinclair riesce, spalle alla porta, a fare una rovesciata da fuori area, prendendo il pallone con il destro; la sfera supera il portiere avversario e s'insacca in rete.

## Statistiche

### Cronologia presenze e reti in nazionale
| Cronologia completa delle presenze e delle reti in nazionale ― Inghilterra | Cronologia completa delle presenze e delle reti in nazionale ― Inghilterra | Cronologia completa delle presenze e delle reti in nazionale ― Inghilterra | Cronologia completa delle presenze e delle reti in nazionale ― Inghilterra | Cronologia completa delle presenze e delle reti in nazionale ― Inghilterra | Cronologia completa delle presenze e delle reti in nazionale ― Inghilterra | Cronologia completa delle presenze e delle reti in nazionale ― Inghilterra | Cronologia completa delle presenze e delle reti in nazionale ― Inghilterra |
| Data                                                                       | Città                                                                      | In casa                                                                    | Risultato                                                                  | Ospiti                                                                     | Competizione                                                               | Reti                                                                       | Note                                                                       |
| -------------------------------------------------------------------------- | -------------------------------------------------------------------------- | -------------------------------------------------------------------------- | -------------------------------------------------------------------------- | -------------------------------------------------------------------------- | -------------------------------------------------------------------------- | -------------------------------------------------------------------------- | -------------------------------------------------------------------------- |
| 10-11-2001                                                                 | Manchester                                                                 | Inghilterra                                                                | 1 – 1                                                                      | Svezia                                                                     | Amichevole                                                                 | -                                                                          | 58’                                                                        |
| 27-3-2002                                                                  | Leeds                                                                      | Inghilterra                                                                | 1 – 2                                                                      | Italia                                                                     | Amichevole                                                                 | -                                                                          | 72’                                                                        |
| 17-4-2002                                                                  | Liverpool                                                                  | Inghilterra                                                                | 4 – 0                                                                      | Paraguay                                                                   | Amichevole                                                                 | -                                                                          | 46’                                                                        |
| 21-5-2002                                                                  | Seogwipo                                                                   | Corea del Sud                                                              | 1 – 1                                                                      | Inghilterra                                                                | Amichevole                                                                 | -                                                                          | 46’                                                                        |
| 26-5-2002                                                                  | Kōbe                                                                       | Inghilterra                                                                | 2 – 2                                                                      | Camerun                                                                    | Amichevole                                                                 | -                                                                          | 46’                                                                        |
| 7-6-2002                                                                   | Sapporo                                                                    | Argentina                                                                  | 0 – 1                                                                      | Inghilterra                                                                | Mondiali 2002 - 1º turno                                                   | -                                                                          | 19’                                                                        |
| 12-6-2002                                                                  | Nagai                                                                      | Nigeria                                                                    | 0 – 0                                                                      | Inghilterra                                                                | Mondiali 2002 - 1º turno                                                   | -                                                                          |                                                                            |
| 15-6-2002                                                                  | Niigata                                                                    | Danimarca                                                                  | 0 – 3                                                                      | Inghilterra                                                                | Mondiali 2002 - Ottavi di finale                                           | -                                                                          |                                                                            |
| 21-6-2002                                                                  | Shizuoka                                                                   | Brasile                                                                    | 2 – 1                                                                      | Inghilterra                                                                | Mondiali 2002 - Quarti di finale                                           | -                                                                          | 56’                                                                        |
| 7-9-2002                                                                   | Birmingham                                                                 | Inghilterra                                                                | 1 – 1                                                                      | Portogallo                                                                 | Amichevole                                                                 | -                                                                          | 62’                                                                        |
| 22-5-2003                                                                  | Durban                                                                     | Sudafrica                                                                  | 1 – 2                                                                      | Inghilterra                                                                | Amichevole                                                                 | -                                                                          | 58’                                                                        |
| 20-8-2003                                                                  | Ipswich                                                                    | Inghilterra                                                                | 3 – 1                                                                      | Croazia                                                                    | Amichevole                                                                 | -                                                                          | 61’                                                                        |
| Totale                                                                     |                                                                            | Presenze                                                                   | 12                                                                         |                                                                            | Reti                                                                       | 0                                                                          |                                                                            |

## Palmarès

### Club

#### Competizioni internazionali
- Coppa Intertoto UEFA: 1

West Ham: 1999

### Individuale
- FA Premier League Player of the Month: 1

1995-1996 - Ottobre